# Шефер, Леопольд
Готтлоб Леопольд Иммануил Шефер (нем. Gottlob Leopold Immanuel Schefer; 30 июля 1784, Бад-Мускау, Германия — 13 февраля 1862, Бад-Мускау, Германия) — немецкий поэт, беллетрист и композитор.

## Биография
Леопольд Шефер родился 30 июля 1784 года в германском городе Бад-Мускау. Учился в гимназии в Бауцене, затем изучал языки греческий и восточные. В 1808 г. граф Пюклер-Мускау назначил его управляющим своих имений. В 1816—20 гг. Шефер совершил путешествие по Италии, Греции, посетил Ионические острова, Малую Азию. Вернувшись в Мускау, он до 1840 года продолжал управлять имениями графа Германа фон Пюклера.
Последние годы жизни терпел нужду и умер в бедности. Первые поэтические произведения Шефера: «Gedichte mit Kompositionen» изданы анонимно в 1811 году графом Пюклером, который долгое время считался их автором. Затем Шефер выступил несколькими сборниками повестей «Novellen» (Лейпциг, 1825—29); «Neue Novellen» (1831—35); «Lavabecher» (1833); «Kleine Romane» (1836—37); отдельно изданы романы «Die Gräfin Ulfeld» (1834); сказки «Viel Sinne, viel Köpfe» (1840); повести «Göttliche Komödie in Rom» (1843); «Genevian von Toulouse» (1846); «Die Sibylle von Mantua» (1852, сатира монастырской жизни).

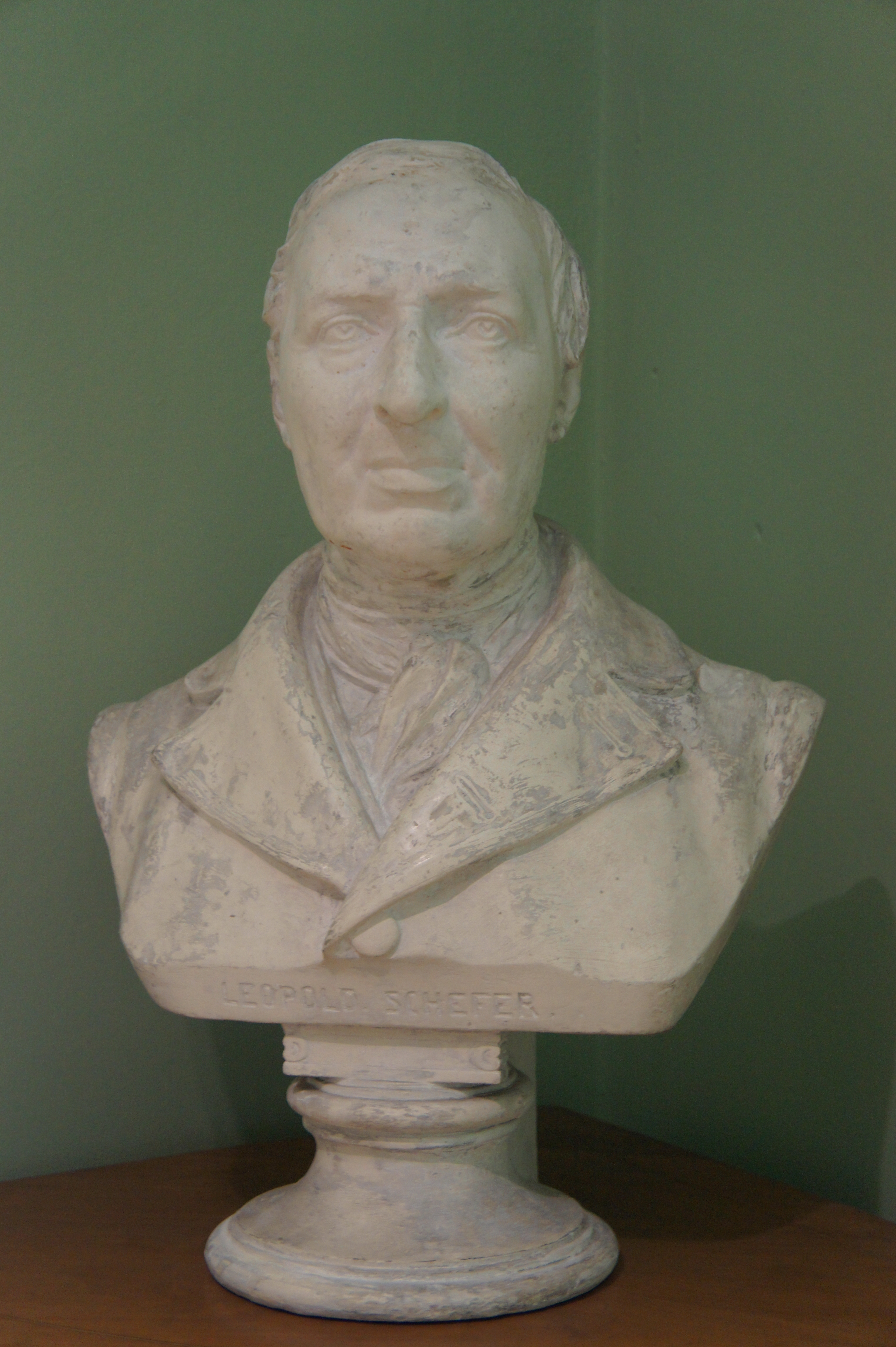
Бюст писателя

Повести Шефера, несмотря на некоторые достоинства (красивые описания природы, знание быта, нравов, понимание женской психологии), в настоящее время забыты; главный их недостаток: отсутствие чувства меры, крайняя искусственность фабулы. Больший успех в своё время имели его дидактические стихотворения, особенно «Laienbrevier» (1834; 18-е изд., 1884); «Kleine lyrische Werke» (1828); «Vigilien» (1842); «Gedichte» (1846); «Hausreden» (4-е изд., 1869); во всех этих стихотворениях Шефера проводит своё религиозно-этическое, проникнутое пантеизмом мировоззрение. Наиболее оригинальными являются произведения Шефер: «Hafis in Hellas» (1853); «Koran der Liebe» (1855) и «Mahomets türkische Himmelsbriefen» (1840); в них нашли отражение впечатления Шефера во время его продолжительного путешествия по Востоку и его пристрастие к эллинизму и Востоку; в ряде остроумных эпиграмм, легких дифирамбов, эротических рассказов и интересных притч Шефер стремится соединить в одно целое греческий анакреонтизм, пышную чувственность Востока и свою пантеистическую мораль.
В своем последнем произведении «Торжество Гомера» (нем. Homers Apotheose; 1858) Шефер, воспевая жизнерадостный эллинизм, возводит последний в идеал человеческого существования. После его смерти Р. Готшаль издал «Für Haus und Herz. Letzte Klänge» (Лейпциг, 1817) и Мошкау «Buch des Lebens und der Liebe» (1877; 3-е изд., 1887); собрание его сочинений появилось под заглавием «Ausgewählte Werke» (1845—46; 2-е изд., 1857). Шефер выступил также как композитор; он написал оперу «Сакунтала», несколько песен, квартетов и другие произведения.
Готтлоб Леопольд Иммануил Шефер умер 13 февраля 1862 года в родном городе.